# (10361) Bunsen
(10361) Bunsen  es un asteroide perteneciente al cinturón de asteroides, descubierto el 12 de agosto de 1994 por Eric Walter Elst desde el Observatorio de La Silla, en Chile.

## Designación y nombre
Bunsen se designó inicialmente como 1994 PR20.
Más adelante fue nombrado en honor al químico alemán Robert Bunsen (1811-1899).

## Características orbitales
Bunsen orbita a una distancia media del Sol de 2,2920 ua, pudiendo acercarse hasta 2,0120 ua y alejarse hasta 2,5721 ua. Tiene una excentricidad de 0,1221 y una inclinación orbital de 3,6373° grados. Emplea en completar una órbita alrededor del Sol 1267 días.

## Características físicas
Su magnitud absoluta es 14,8. Tiene 2,439 km de diámetro. Su albedo se estima en 0,297.